# بوما (جمهورية الكونغو الديمقراطية)
بوما هي مدينة تقع على نهر الكونغو وعلى بعد 100 كم من المحيط الأطلسي،تقع المدينة في مقاطعة الكونغو الوسطى علي الحدود مع أنغولا.قدر عدد السكان في 2012 ب 162،521 نسمة.